# La carga de la Brigada Ligera
La carga de la Brigada Ligera (The Charge of the Light Brigade) es una película bélica estadounidense de 1936 dirigida por Michael Curtiz. La producción es de Samuel Bischoff, con Hal B. Wallis como productor ejecutivo. El guion es de Michael Jacoby y Rowland Leigh, a partir de una historia de Michael Jacoby basada en el poema The Charge of the Light Brigade de Alfred Tennyson. La música es de Max Steiner y el montaje de Sol Polito.
La trama de la película está vagamente basada en el famoso episodio histórico conocido como la «carga de la Brigada Ligera», ocurrido en la batalla de Balaclava, el 25 de octubre de 1854, durante la guerra de Crimea.

## Sinopsis
En 1854 el mayor Geoffrey Vickers y su hermano, el capitán Perry Vickers, están destinados a la ciudad (ficticia) de Chukoti en la India, junto con el Vigésimo Séptimo Regimiento de Lanceros del Ejército Colonial de la India Británica (Raj Británico). Pero ambos hermanos aman a la misma mujer: Elsa.
En una visita oficial del rajá Surat Khan, Geoffrey salva la vida del tirano. Más tarde, el rajá masacra a los habitantes de Chukoti (principalmente los que apoyaban a los lanceros) y se alía al Imperio ruso que luchaba contra los británicos en la Guerra de Crimea. Pero, Khan perdona a Elsa y a Geoffrey en función de su débito con el lancero.
El triángulo amoroso y la venganza de los lanceros es resuelta en la Batalla de Balaclava.

## Reparto
- Errol Flynn: Mayor Geoffrey Vickers
- Olivia de Havilland: Elsa Campbell
- Patric Knowles: Capitán Perry Vickers
- C. Henry Gordon: Surat Khan
- David Niven: Capitán James Randall
- Nigel Bruce: Sir Benjamin Warrenton
- Spring Byington: Lady Warrenton
- Donald Crisp: Coronel Campbell
- Henry Stephenson: Sir Charles Macefield
- G. P. Huntley: Mayor Jowett
- Y. Y. Clive: Sir Humphrey Harcourt
- Robert Barrat: Conde Volonoff
- J. Carrol Naish: Singh
- Crauford Kent: Capitán Brown (no figura en los títulos de crédito)

## Producción
La película trata un episodio ocurrido en la ciudad de Cawnpore durante la Revuelta de los Cipayos. Pero la rebelión fue tres años después de la batalla de Balaclava, el nombre de Cawnpore (actual Kanpur) fue cambiado por Chukoti y la rebelión se cambió por un alzamiento contra el gobernante ficticio Surat Khan, del país imaginario de Suristán (con referencias a Turquía). Suristán es, en verdad, un nombre antiguo de la lengua de Persia para Siria. Niven comenta el cambio en su libro sobre Hollywood.
Por supuesto, el motivo del episodio real de la carga no fue la venganza contra Surat Khan sino el resultado de una disputa entre Lord Cardigan y Lord Raglan. La batalla de Balaklava no provocó la caída de Sebastopol, como se menciona erróneamente en la película. Los «Vigésimo Séptimos Lanceros» son igualmente ficticios. Solamente después de 1941 surgió una unidad en el Ejército Británico con esa denominación.
La famosa carga de la caballería fue diseñada por Michael Curtiz y el especialista en secuencias de acción B. Reeves Eason, con el apoyo de la fotografía de Sol Polito y de la música de Max Steiner. El texto del poema de Tennyson es solapado a la escena de la carga, acompañado de la música de fondo de Max Steiner. En esa secuencia, el director Michael Curtiz, que no hablaba muy bien el inglés, ordenó bring on the empty horses («traigan los caballos vacíos»), cuando debería haber dicho riderless horses («caballos sin jinetes»). David Niven usó la frase como título de su libro sobre Hollywood.
Muchos caballos murieron en las escenas de guerra, forzando al Congreso Americano a tomar medidas de seguridad en favor de los animales en las películas.
Los exteriores de la película fueron rodados en Agoura Hills, en el estado de California, en Estados Unidos.

## Premios e indicaciones
- Jack Sullivan ganó el Óscar de mejor director-asistente de 1936. La película fue nominada, también, para Mejor Sonido y Mejor Canción Original.

- El grupo Iron Maiden usó escenas de la película para el videoclip de su canción The Trooper.